# Valentina Pedretti
Valentina Pedretti (Clusone, 5 ottobre 1993) è un'ex calciatrice italiana, di ruolo centrocampista.

## Carriera
Valentina Pedretti si appassiona al calcio fin da giovanissima, iscrivendosi alla squadra dell'oratorio del suo paese e giocando con i maschietti nelle formazioni giovanili miste fino all'età di 12 anni.
Nel 2005 decide di tesserarsi con l'Atalanta, dove ha l'opportunità di giocare in formazioni interamente femminili. Con la squadra iscritta al Campionato Primavera conquista per due volte consecutive lo Scudetto al termine dei campionati nazionali, in quello 2007-2008 superando in finale per 2-1 le avversarie del ACF Milan al termine dei tempi supplementari e in quello successivo, indossando la fascia di capitano, battendo il Firenze nella finale del 31 maggio 2009.
Grazie alle prestazioni nei campionati giovanili il tecnico Michele Zonca decide di inserirla in rosa nella prima squadra durante la stagione 2008-2009, nella quale fa il suo esordio in Serie A il 9 maggio 2009, partita titolare nell'incontro vinto sul Milan per 2-0. La stagione successiva viene promossa stabilmente in prima squadra, condividendo con le compagne la retrocessione in Serie A2 a fine campionato, rimanendo con la società di Almenno San Salvatore fino al termine della stagione 2010-2011 colleziona complessivamente 44 presenze tra campionato e Coppa Italia.
Durante il calciomercato estivo 2011 decide di trasferirsi al Brescia per vestire la maglia della nuova società per la stagione entrante, facendo il suo debutto in Coppa Italia il 25 settembre 2011 contro il Franciacorta, per poi esordire in campionato l'8 ottobre nell'incontro vinto per 3-0 in trasferta sul Chiasiellis. Al termine della stagione condivide con le compagne la conquista della Coppa Italia, primo titolo per la società e primo trofeo personale, scendendo in campo in cinque incontri su sei: salta infatti la finalissima di Ostia contro il Napoli per squalifica. Due stagioni più tardi vince anche lo Scudetto pur disputando poche gare a causa di un infortunio rimediato nell'estate precedente.
Dopo tre anni al Brescia, ad agosto 2014 decide di accordarsi con il Rapid Lugano, formazione iscritta alla Lega Nazionale B, secondo livello del campionato svizzero, con cui esordisce il 16 agosto contro il Femina Kickers Worb. Trova la sua prima rete, realizzando anche una doppietta, con la maglia delle arancio-nere il 13 settembre contro lo Schwyz. Al termine del campionato di LNB 2014-2015 festeggia con le compagne la promozione in Lega Nazionale A, decidendo di rimanere con la squadra anche dopo il suo cambio di denominazione in Lugano 1976. La stagione 2015-2016 si conclude con il 6º posto in Lega Nazionale A e con i quarti di finale in Coppa Svizzera.
Conclusi gli impiegni con il Lugano Pedretti decide di cogliere l'opportunità di continuare l'attività agonistitica abbinando il percorso universitario negli Stati Uniti d'America, iscrivendosi alla Lynn University di Boca Raton, in Florida, ed giocando nella sezione di calcio femminile del programma atletico dell'istituto, le Lynn Fighting Knights, iscritto al campionato di categoria organizzato dalla National Collegiate Athletic Association (NCAA).
Rimane negli States per due stagioni fino al suo ritorno in Italia e, a campionato già iniziato, sottoscrive un accordo con il Milan Ladies, tornando a giocare nel campionato italiano di Serie B indossando la maglia rossonera l'11 marzo 2018, alla 19 giornata del girone B, rilevando al 72' Elisabetta Wolleb partita titolare nell'incontro vinto 8-1 in trasferta sul Caprera.

## Statistiche

### Presenze e reti nei club
Aggiornato al 13 maggio 2018.
| Stagione        | Squadra               | Campionato      | Campionato | Campionato | Coppe nazionali | Coppe nazionali | Coppe nazionali | Altre competizioni | Altre competizioni | Altre competizioni | Totale | Totale |
| Stagione        | Squadra               | Comp            | Pres       | Reti       | Comp            | Pres            | Reti            | Comp               | Pres               | Reti               | Pres   | Reti   |
| --------------- | --------------------- | --------------- | ---------- | ---------- | --------------- | --------------- | --------------- | ------------------ | ------------------ | ------------------ | ------ | ------ |
| 2008-2009       | Atalanta              | Serie A         | 2          | 0          | CI              | 0               | 0               | -                  | -                  | -                  | 2      | 0      |
| 2009-2010       | Atalanta              | Serie A         | 20         | 0          | CI              | 1               | 0               | -                  | -                  | -                  | 21     | 0      |
| 2010-2011       | Atalanta              | Serie A2        | 17         | 0          | CI              | 4               | 0               | -                  | -                  | -                  | 21     | 0      |
| Totale Atalanta | Totale Atalanta       | Totale Atalanta | 39         | 0          |                 | 5               | 0               |                    |                    |                    | 44     | 0      |
| 2011-2012       | Brescia               | Serie A         | 25         | 0          | CI              | 5               | 1               | -                  | -                  | -                  | 30     | 1      |
| 2012-2013       | Brescia               | Serie A         | 30         | 0          | CI              | 2               | 0               | SI                 | 1                  | 0                  | 33     | 0      |
| 2013-2014       | Brescia               | Serie A         | 5          | 0          | CI              | 0               | 0               | -                  | -                  | -                  | 5      | 0      |
| Totale Brescia  | Totale Brescia        | Totale Brescia  | 60         | 0          |                 | 7               | 1               |                    | 1                  | 0                  | 68     | 1      |
| 2014-2015       | Rapid Lugano          | LNB             | 7          | 3          | CS              | 2               | 1               | -                  | -                  | -                  | 9      | 4      |
| 2015-2016       | Lugano 1976           | LNA             | -          | -          | CS              | -               | -               | -                  | -                  | -                  | -      | -      |
| 2016            | Lynn Fighting Knights | NCAA            | -          | -          | -               | -               | -               | -                  | -                  | -                  | -      | -      |
| 2017            | Lynn Fighting Knights | NCAA            | -          | -          | -               | -               | -               | -                  | -                  | -                  | -      | -      |
| 2017-2018       | Milan Ladies          | Serie B         | 1          | 0          | CI              | -               | -               | -                  | -                  | -                  | 1      | 0      |
| 2018-2019       | Riozzese              | Serie C         | ?          | ?          | CIC             | ?               | ?               | -                  | -                  | -                  | ?      | ?      |
| 2019-2020       | Riozzese              | Serie B         | 1          | 0          | CI              | 0               | 0               | -                  | -                  | -                  | 1      | 0      |
| Totale carriera | Totale carriera       | Totale carriera | 108+       | 3+         |                 | 14              | 2               |                    | 1                  | 0                  | 123+   | 5+     |

## Palmarès

### Club
- Campionato italiano: 1

Brescia: 2013-2014
- Coppa Italia: 1

Brescia: 2011-2012
- Coppa Italia Serie C: 1

Riozzese: 2018-2019